# حمزة البسيوني
اللواء حمزة البسيوني عسكري مصري من الضباط الأحرار، اشتهر في قضايا تعذيب السجناء.

## حياته
نشا حمزة وسط عائلة البسيوني الشهيرة بمصر، وتخرج في الكلية الحربية وانضم إلى تنظيم الضباط الأحرار ليشارك في ثورة 23 يوليو 1952 وهو برتبة رائد.

### السجون
كلف بإدارة السجن الحربي في عهد جمال عبد الناصر قبل أن يطلق الرئيس محمد أنور السادات سراح المعتقلين. كان ذلك السجن سيئ السمعة لما اشتهر به بالتعذيب الذي كان يمارس فيه ضد السياسيين المشكوك في ولائهم للنظام. وكان اسم حمزة، حسب روايات بعض السجناء، عنيفا يتفنن في ممارسة التعذيب ضد المعتقلين وقتل بعضهم، أشهرهم المُنظر سيد قطب.
اشتهر عنه قصة تقول أن المعتقلين والمعذَبين كانوا يقولون يا رب يا رب أثناء التعذيب، فكان يقول لهم: لو أتى ربكم هذا لوضعته معكم في السجن.

### سجنه
وبعد أيام من نكسة 67 صدرت قرارات تصفية رجال عبد الحكيم عامر في مصر وصدر قرار بإحالة البسيوني على المعاش ثم القبض عليه والتحقيق معه فيما هو منسوب إليه من انحرافات، ووُضع مع بعض ضحاياه.
وقد بقي «البسيوني» في السجن عامين ويقول الكاتب الصحفي صلاح عيسي والذي التقى حمزة البسيوني وهو مسجون في سجن القلعة
وبعد خروجه من السجن ظلَّ حمزة البسيوني غائبا عن الأضواء.

## وفاته
في يوم 19 نوفمبر عام 1971 وكان موافقا لأول أيام عيد الفطر المبارك كان حمزة مسافرا من الإسكندرية إلى القاهرة ومعه شقيقه راكبا إلى جواره واصطدمت سيارته بإحدى السيارات المحمّلة بحديد مبان ومات حمزة وشقيقه وتعرضت جثته لتشويه غريب نتيجة دخول عدد من أسياخ الحديد فيها. 
وينقل لنا الكاتب ثروت الخرباوي عن المستشار خيري رئيس محكمة الاستئناف السابق ما حكاه بشأن معاينته لجثة حمزة البسيوني حيث يقول عن الحادثة «كانت حادثة مروعة وكنت وقتها رئيسا لإحدى النيابات في محكمة كلية وخرجنا أنا وزميل لي في مهمة قضائية لمعاينة الحادث ومناظرة الجثة.. دلت المعاينة وشهادة الشهود على أن سائق السيارة القتيل كان يقود سيارته بسرعة غريبة وكانت أمامه سيارة نقل مُحملة بأسياخ الحديد التي تتدلى من مؤخرة السيارة ودون أن يتنبه استمر في سرعته حتى اصطدم بسيارة النقل وحينها اخترقت أسياخ الحديد ناصية القتيل ومزّقت رقبته وقسمت جانبه الأيمن حتى انفصل كتفه عن باقي جسده»، وبتأثر واضح قال المستشار خيري: «لم أستطع مناظرة الجثة فقد وقعت في إغماءة من هول المنظر وقام زميلي باستكمال مناظرة الجثة» .